# Fariña (libro)

Rías Bajas.

Fariña (título completo: Fariña. Historia e indiscreciones del narcotráfico en Galicia) es un libro escrito por el periodista español Nacho Carretero, publicado en septiembre de 2015 por la editorial Libros del K.O. Hasta marzo de 2018 había vendido 30 000 ejemplares en 10 ediciones, sin embargo ese mismo mes se ordenó el cese de su comercialización por orden judicial, aunque dicha orden se revocó en junio de 2018 y para finales de ese año las ventas habían alcanzado los 100 000 ejemplares. A partir del libro se hizo una serie de televisión también con el nombre de Fariña.

## Descripción
Fariña (harina en gallego) es el nombre con el que se conoce coloquialmente a la cocaína y por extensión todas las drogas en polvo en Galicia. El libro está estructurado en doce capítulos, y narra el narcotráfico en Galicia, desde los comienzos del contrabando en la costa de la Muerte y La Raya hasta la actualidad, con especial atención a la década de 1980, cuando del contrabando de tabaco se pasó al tráfico de hachís y cocaína en las Rías Bajas.

## Causas legales
El exalcalde de El Grove Alfredo Bea Gondar denunció en enero de 2017 al autor y la editorial acusándolos de injurias y calumnias, y pidió la aplicación del artículo 738.1 de la Ley de Enjuiciamiento Civil. La juez Alejandra Fontana del juzgado de instrucción número 7 de Collado Villalba ordenó el 5 de marzo de 2018 el secuestro del libro Fariña, también en soporte digital, después de hacer un depósito de 10.000 euros el demandante. El exalcalde de El Grove aparece citado en tres líneas del libro.
El Gremio de Librerías de Madrid lanzó una herramienta digital que permitía leer Fariña a través de la obra Don Quijote, mas el 23 de marzo el juzgado 7 de Collado Villalba ordenó el cierre de la página web.
El 22 de junio de 2018 la Audiencia Provincial de Madrid revoca el secuestro y el libro fue puesto de nuevo en el mercado.

## Ediciones
El libro fue editado en tapa blanda con pestañas, con una lista desplegable con mapas, diagramas y citas. La portada, diseñada por Artur Galocha, representa un fardo de cocaína abierto. Al final del texto incluye mapas con la distribución de los clanes, un índice onomástico de personas, clanes y operaciones, bibliografía y agradecimientos. En el inicio incluye una cita de Dwight D. Eisenhower sobre la liberación de Auschwitz:

Graben todo. En algún momento algún bastardo se levantará y dirá que esto nunca sucedió.

La obra fue traducida al gallego por Xosé Manuel Moo, y publicada por Edicións Xerais de Galicia. En la portada emplea la imagen de los personajes de la serie de televisión, con una foto de Jaime Olmedo.
Última edición la número 15, en diciembre de 2018, con más de 100.000 ejemplares vendidos.